# Linyphia postica
Linyphia postica är en spindelart som först beskrevs av Banks 1909.  Linyphia postica ingår i släktet Linyphia och familjen täckvävarspindlar.
Artens utbredningsområde är Costa Rica. Inga underarter finns listade i Catalogue of Life.